# Rethra

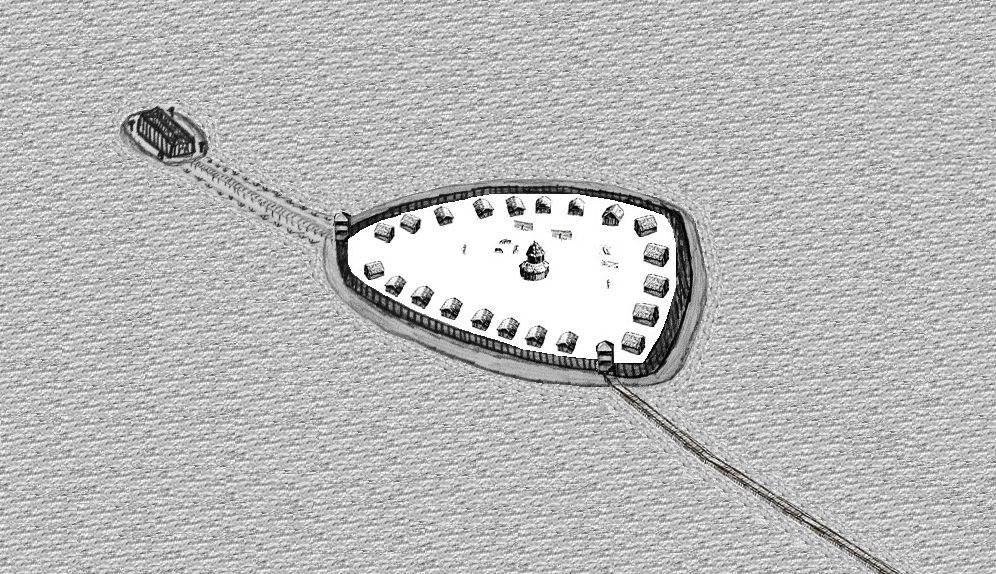
Sanctuaire de Rethra

Rethra (également connu sous le nom Radagoszcz, Radegost, Radigast, Redigast, Radgosc et d'autres formes) était, du Xe au XIIe siècle, la ville principale et le centre politique des Slaves Rédariens, l'une des quatre grandes tribus des Lutici, située le plus probablement dans l'actuel Mecklembourg. C'était aussi un centre cultuel majeur, consacré à la divinité slave Radegast-Swarożyc.